# Jerzy Heintze
Jerzy Władysław Heintze (ur. 18 lipca 1921 w Warszawie, zm. 15 marca 1995 w Warszawie) – polski artysta plastyk, entomolog, lepidopterolog.

## Biografia
Mieszkał w Warszawie. Studiował na Uniwersytecie Warszawskim, na Wydziale Lekarskim (tajnym, rok 1940, oraz 1946), oraz na Akademii Sztuk Pięknych w Warszawie w latach 1946–1951 (pracownie K. Tomorowicza i T. Kulisiewicza). Pracę dyplomową złożył w styczniu 1952 (promotor: E. Kokoszko).
Działał w Szarych Szeregach. Brał udział w Powstaniu Warszawskim w sierpniu 1944.
Znaczną część życia pozazawodowego poświęcił obserwacjom, hodowli i ilustrowaniu motyli i ciem oraz popularyzacji wiedzy na ich temat. Wszystkie namalowane okazy w atlasie „Motyle Polski” pochodziły z jego własnej hodowli. Jego książki stały się inspiracją dla kilku pokoleń entomologów zajmujących się tą dziedziną zawodowo i amatorsko.
Działalność społeczna: członek prezydium Rady Naczelnej Związku Akademickich Kół Artystycznych (skarbnik) ok. 1947–1948, członek Polskiego Towarzystwa Entomologicznego.
Praca zawodowa:
- asystent/adiunkt ASP, 1952–1966[1]
- redaktor graficzny w Naszej Księgarni, 1952–1989 i w Instytucie Walki z Gruźlicą (periodyk Walka z Gruźlicą) 1974–1980[1]

Działalność artystyczna – grafika (ilustracja książkowa, grafika użytkowa, karykatura), malarstwo, konserwacja (sgraffito). W roku 1987 otrzymał nagrodę Prezesa Rady Ministrów za twórczość artystyczną dla dzieci i młodzieży w dziedzinie ilustracji książek przyrodniczych.

## Wykaz najważniejszych publikacji
- Budujemy domki, Jerzy Heintze, Hanna Zdzitowiecka, Nasza Księgarnia 1960
- Mieszkańcy Bałtyku, Jerzy Heintze, Nasza Księgarnia 1962
- Mieszkańcy jeziora, Jerzy Heintze, Nasza Księgarnia 1962
- Mieszkańcy rzeki, Jerzy Heintze, Nasza Księgarnia 1962
- Mieszkańcy Zatoki Puckiej, Jerzy Heintze, Nasza Księgarnia 1962
- Najpiękniejsze witezie świata, Jerzy Heintze, Biuro Wydawnicze „Ruch”, 1969
- Motyle Polski, Jerzy Heintze, Wydawnictwa Szkolne i Pedagogiczne, Warszawa 1978, wyd. I, ISBN 83-87342-41-6.
- Motyle Polski, Jerzy Heintze, Wydawnictwa Szkolne i Pedagogiczne, Warszawa 1991, wyd. II uzupełnione, ISBN 83-02-03380-4.

## Książki ilustrowane przez Jerzego Heintze
- Od wiosny do wiosny, Stefania Szuchowa, Hanna Zdzitowiecka, Nasza Księgarnia, Warszawa 1955
- Baryłkarz kontra bielinek, Cecylia Lewandowska, Nasza Księgarnia, Warszawa 1958
- Nad sadzawką, Cecylia Lewandowska, Nasza Księgarnia, Warszawa 1960
- Pazie i rusałki, Hanna Zdzitowiecka, Nasza Księgarnia, Warszawa 1963
- Tęcza w kropli wody, Hanna Zdzitowiecka, Nasza Księgarnia, Warszawa 1963
- W norach i jamkach, Hanna Zdzitowiecka, Nasza Księgarnia, Warszawa 1963
- Powrót na wyspę, Ryszard Liskowacki, Nasza Księgarnia, Warszawa 1967
- Błękitne zwierzątko, Witali Bianki, Nasza Księgarnia, Warszawa 1969
- Pory roku, Hanna Zdzitowiecka, Nasza Księgarnia, Warszawa 1969
- Elektryczne gitary, Halina Rozwadowska, Nasza Księgarnia, Warszawa 1970
- Spotkania z owadami, Władysław Strojny, Wydawnictwa Szkolne i Pedagogiczne, Warszawa 1971
- Zdobycze, Teodor Goździkiewicz, Nasza Księgarnia, Warszawa 1976
- Srebrny lipień, Jaromir Tomeček, Nasza Księgarnia, Warszawa 1978
- Las, Elżbieta Burakowska, Krajowa Agencja Wydawnicza, Warszawa 1979
- Las żyje..., Piotr Topiński, Nasza Księgarnia, Warszawa 1979
- Leksykon sztuki kulinarnej, Maciej E. Halbański, Watra, Warszawa 1983
- Ryby w akwarium, Jerzy Ring, Henryk Jakubowski, Wydawnictwa Szkolne i Pedagogiczne, Warszawa 1983
- Strachy leśne, Witold Koehler, Nasza Księgarnia, Warszawa 1983, Wyd. 2
- Roczniak, Marjorie Kinnan Rawlings, Nasza Księgarnia, Warszawa 1984, Wyd. 3
- Kosmiczny sekret Lutego, Aleksander Minkowski, Nasza Księgarnia, Warszawa 1985
- Poznaję świat. Książka dla dzieci 6-8 letnich, [praca zbiorowa], Wydawnictwa Szkolne i Pedagogiczne, Warszawa 1985
- W różnych gniazdach, Cecylia Lewandowska, Nasza Księgarnia, Warszawa 1985
- Razem ze słonkiem. Maria Kownacka (ilustracje: Zbigniew Rychlicki i Jerzy Heintze), Młodzieżowa Agencja Wydawnicza 1986. Części: 1. Przedwiośnie, 2. Wiosna, 3. Lato, 4. Złota jesień, 5. Szaruga jesienna, 6. Zima.
- Pazie i rusałki, Hanna Zdzitowiecka, Nasza Księgarnia, Warszawa 1991, wyd. II rozszerzone, ISBN 83-10-08953-8.

## Działalność naukowo-popularyzatorska
- Zestaw pocztówek Bardzo dziwne owady, Ilustracje (obwoluta i 9 pocztówek): Jerzy Heintze, Biuro Wydawnicze „Ruch”, Warszawa 1964
- Zestaw pocztówek Najpiękniejsze sfinksy polskie, Ilustracje (obwoluta i 9 pocztówek): Jerzy Heintze, tekst: Stanislaw Franciszek Adamczewski, Biuro Wydawnicze „Ruch”, Warszawa 1969
- Motyle w polskim krajobrazie (album dla kolekcjonerów), Ilustracje i tekst: Jerzy Heintze, Seria IS [Ilustracje Samoprzylepne] nr 17, Krajowa Agencja Wydawnicza 1983
- Ryby akwariowe (album dla kolekcjonerów), Ilustracje: Jerzy Heintze, tekst: Henryk Jakubowski, Seria IS [Ilustracje Samoprzylepne] nr 25, Krajowa Agencja Wydawnicza 1983
- Programy telewizyjne[1],
- Cykl artykułów popularnonaukowych o motylach w czasopiśmie „Wiedza i Życie”, lata 1993–1995[7][8][9][10][11][12][13][14][15][16][17][18].